# كأس اليونان 2006–07
كأس اليونان 2006–07 (باليونانية: Κύπελλο Ελλάδος ποδοσφαίρου ανδρών 2006-07)‏ هو الموسم 65 من كأس اليونان. أشرف على تنظيمه الاتحاد الإغريقي لكرة القدم، وكان عدد الأندية المشاركة فيه 67، وفاز فيه نادي لاريسا.